# Бате
Бате (словен. Bate, итал. Battaglia della Bainsizza) је насељено место у општини Нова Горица, Горишка регија, Словенија.

## Историја
До територијалне реорганизације у Словенији била је у саставу старе општине Нова Горица.

## Становништво
У попису становништва из 2011. године, Бате је имала 154 становника.
| Број становника према пописима | Број становника према пописима | Број становника према пописима |
| ------------------------------ | ------------------------------ | ------------------------------ |
| 1991                           | 2002                           | 2011                           |
| 182                            | 178                            | 154                            |

Напомена: Године 1952. увећано за насеље Свето, које је укинуто.